# بويبلا دي دون فرانسيسكو
بلدية بويبلا دي دون فرانسيسكو (بالإسبانية: Puebla de Don Francisco)‏، هي إحدى بلديات مقاطعة قونكة إحدى مقاطعات إسبانيا، و التي تقع في منطقة قشتالة لا منتشا وسط البلاد، و المائلة لجهة الشرق من إسبانيا.
يبلغ عدد سكانها 333 نسمة وفقاً لإحصائية سنة (2007).